# Italský vodní pes
Italský vodní pes, neboli romaňský vodní pes či lagotto romagnolo, je poměrně oblíbené a známé psí plemeno původem z Itálie. Mezinárodní kynologická federace (FCI) toto plemeno plně uznává a řadí do skupiny slídiči, retrívři a vodní psi, do sekce vodní psi. Číslo oficiálního standardu je 298 a oficiální používaná zkratka je LGR.

## Historie

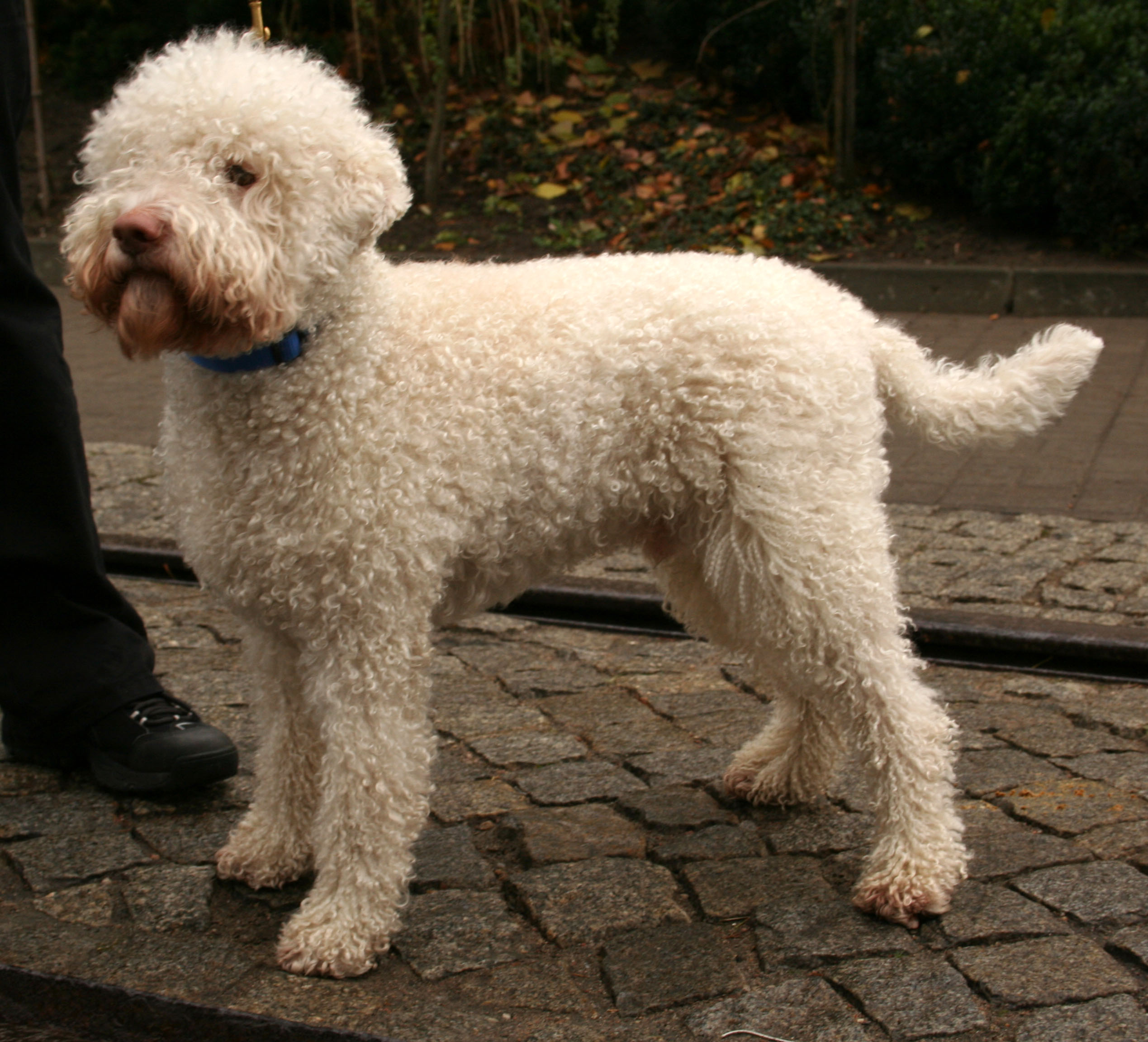
Čistě bílý jedinec

Romaňský vodní pes byl vyšlechtěn v Itálii již v dávných dobách, dokonce je považován za nejstarší vodní psí plemeno. První zmínky o něm nacházíme roku 1360 na fresce v Itálii. Původní typ italského vodního psa byl vyšlechtěn pro ryze vodní práce, nejčastěji se jednalo o přinášení zastřelených kachen nebo jiných vodních ptáků z vody. Po krátké době se ale v Itálii začalo rozvíjet zemědělství a veškeré vodní plochy byly předělávány na pole. Před vyhynutím italského vodního psa jej zachránila jedna speciální vlastnost: dokázal vyhledávat lanýže. To vedlo k masovému nárůstu populace těchto psů. Od té doby se populaci plemene poměrně dařilo a úpadek nezažívalo ani za světových válek.

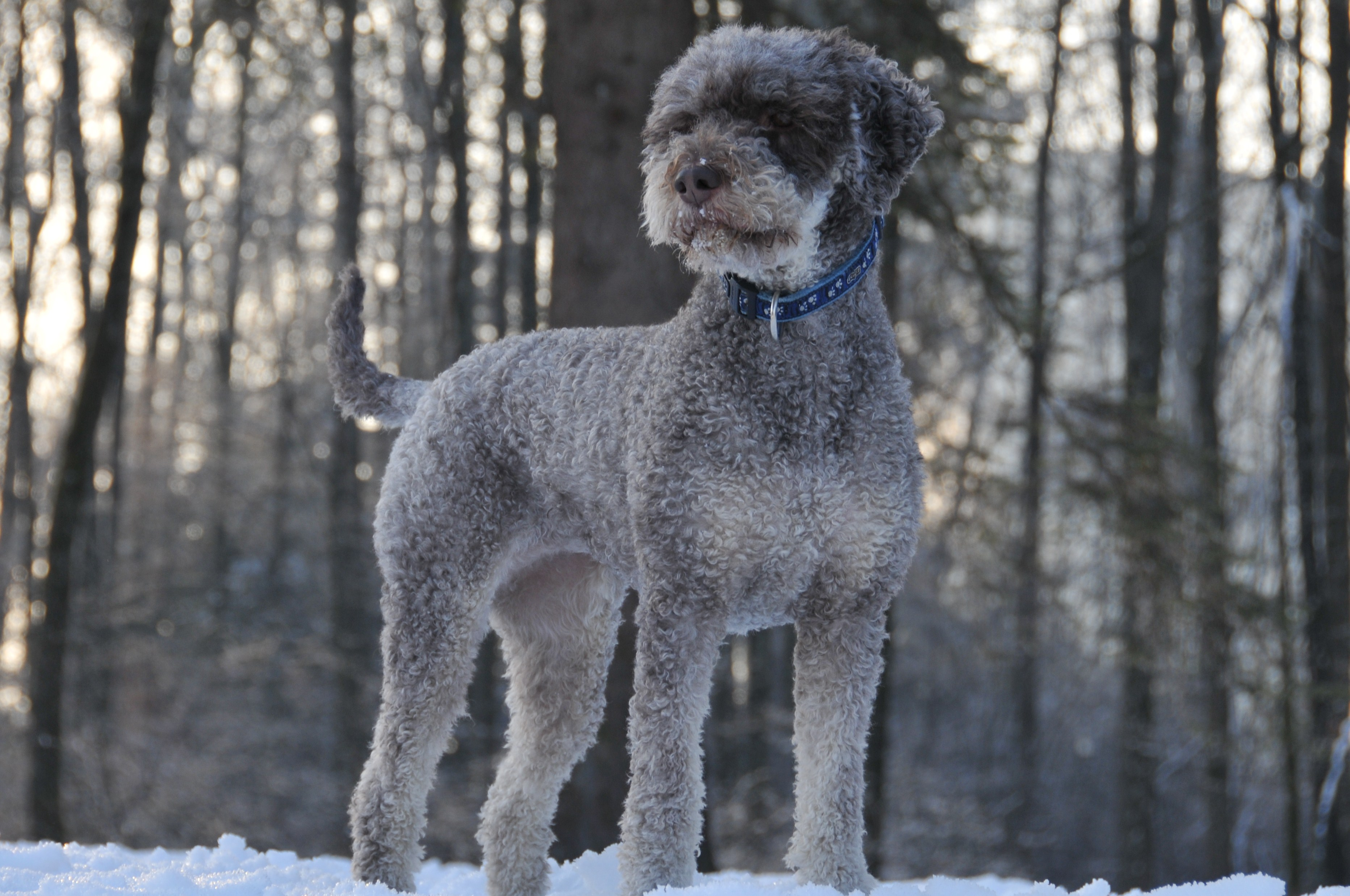

### Chov v Česku
První jedinci plemene se do Česka dostali v lednu roku 2003. Jednalo se o fenu zbarvení hnědý bělouš jménem Medusa dei Silvanbull a jejího bratr Febo dei Silvanbull. Chovatelská stanice, ze které sourozenci pocházeli, cvičila romaňské vodní psy pro vyhledávání lanýžů. Psi z této chovatelské stanice jsou základy chovu i v jiných státech, například Holandsku nebo USA. Oba tito psi se později stali úspěšnými výstavními jedinci, ale protože byli do České republiky pouze zapůjčen, v roce 2005 se museli vrátit domů. Avšak vrátil se pouze Febo, jeho sestra zde zůstala a toho samého roku byla nakryta. Z tohoto spojení vzešlo šest štěňat.

### Název
Přestože má toto psí plemeno i český název, dokonce dva, nejčastěji je využíván originální název, pod kterým je plemeno uznáno i FCI: Lagotto Romagnolo. Co se týče českých názvů, pak se můžeme setkat s označením italský vodní pes, romaňský vodní pes nebo romagnolský vodní pes, lidově je pak nazýván lagoťáček.
Italský název Lagotto Romagnolo má kořeny ve dvou slovech: „Lago“, tedy jezero, a Romagnolo, severní oblast Itálie, kde se tito psi využívali k vyhledávání lanýžů. Krom italského vodního psa bylo v této oblasti vyšlechtěno třeba plemeno skotu nazývané romagnola.

## Vzhled
Italský vodní pes je středně velké psí plemeno menšího středního rámce s vyváženými proporcemi a spíše těžkou stavbou těla. Srst, která pokrývá celé tělo, je hustá, kudrnatá a svojí strukturou připomíná vlnu. Srst chrání přes vodou a chladem podsada a pesíky. Pravidelná péče o srst je nutná. Je třeba srst pravidelně česat, jinak se tvoří dredy. Stříhá se alespoň 4x ročně. Zbarvení může být čistě bílé, bílé s oranžovými nebo hnědými znaky, hnědý bělouš, čistě hnědá nebo oranžová. Povolená je i hnědá maska na obličeji. Kohoutková výška psů je 43 – 48 cm, u fen je to 41 – 46 cm. Hmotnost se pohybuje od 11 kg do 16 kg.
Hlava je poměrně lehká, ale při pohledu seshora mohutná. Mozkovna široká, klenutá, její poměr vůči čenichu je 2:1. Stop je nevýrazný, už kvůli srsti. Uši jsou středně velké, trojúhelníkovité, se zaoblenými konci. V klidu jsou svěšené podle hlavy, když je pes pozorný, jsou mírně nadzvednuté. Oči jsou spíše větší, kulaté. Barva duhovky může být okrová, oříšková až tmavě hnědá, to záleží na barvě srsti. Výraz je energický a bystrý. Nosní houba velká, široce otevřená a bývá masové nebo černé barvy, opět v závislosti na zbarvení srsti. Pysky přiléhavé, skus nůžkový nebo klešťový. Toleruje se i lehký předkus. Krk je silný, svalnatý, suchý, bez laloku. Hřbet přiměřeně dlouhý, spíše úzký a s dobře klenutými žebry. Na něj je harmonicky nasazený středně dlouhý ocas. Ten bývá nošen nad hřbetní linií. Nohy velmi dlouhé, svalnaté a štíhlé, stavěné tak, aby se pes dobře pohyboval i v bahně.

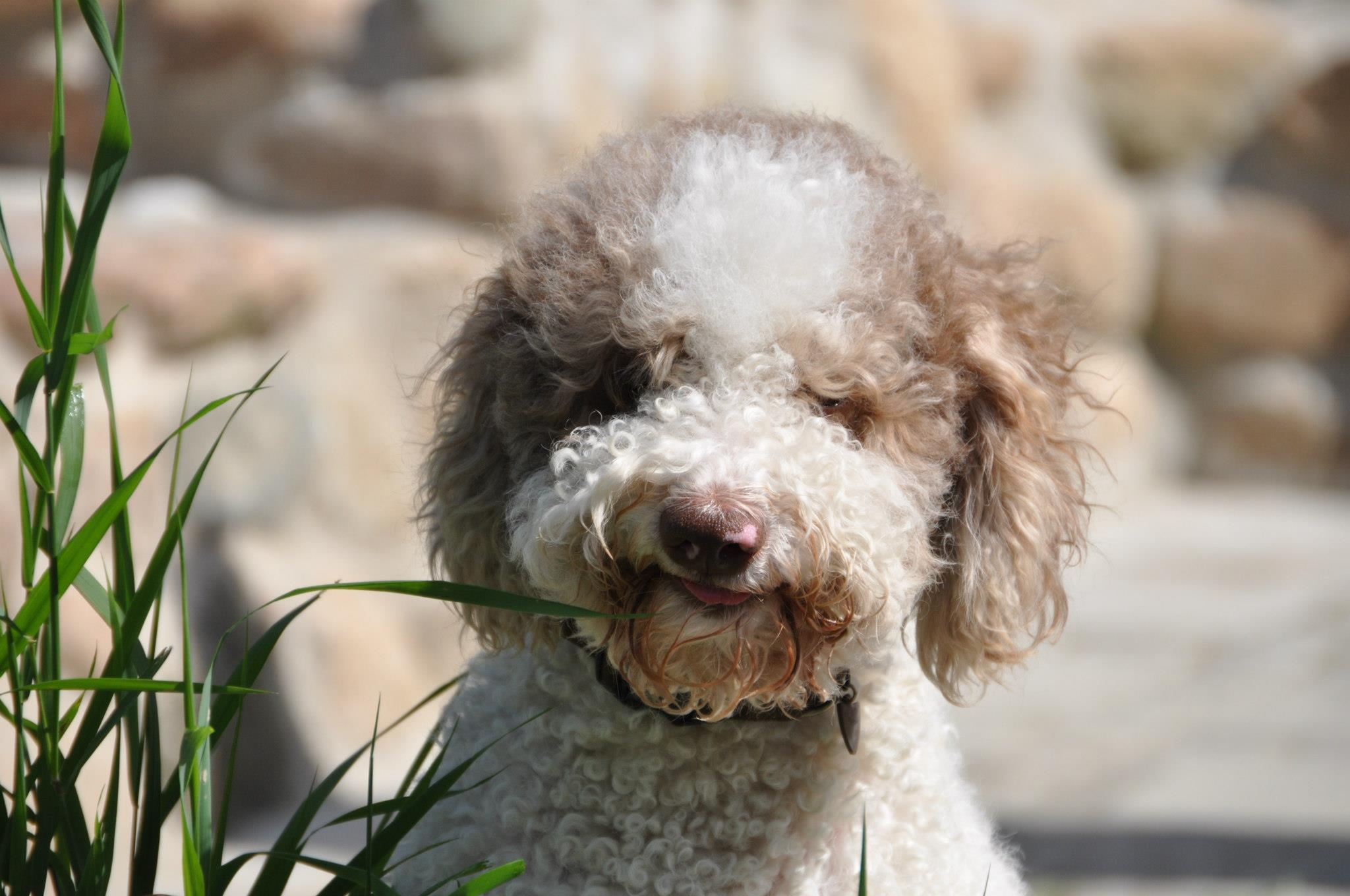

## Povaha
Romaňský vodní pes je citlivé a inteligentní plemeno s vytříbenými smysly, především dobrým zrakem a čichem. Vůči majiteli nebo rodině jsou velmi loajální a oddaní, což z nich činí dobré společníky. Snadno se cvičí a většinou nemají problém vycházet s jinými zvířaty nebo psy, pokud jsou ve štěněcím věku socializovaní. Uvítají jakoukoli aktivitu, na druhou stranu v klidu počkají, až se majitelé vrátí ze zaměstnání domů. Důležité je i to, že velmi rádi hrabou. Někteří majitelé dokonce svým psům vybudují speciální pískoviště, kde psi hrabou, pokud na to zrovna mají chuť. Lovecký pud u nich nepřevažuje, na procházce v lese se drží v okruhu majitele. Mnohem větším lákadlem pro ně ale je voda nebo aportování z ní. Jedná se o velmi dobré hlídače, kteří štěkotem upozorní na příchozí, vůči cizím lidem jsou většinou nejsou přátelští a milí. Nikdy se první nepustí do boje a většinou se jen brání. Na druhou stranu, tito psi štěkají a vydávají různé zvuky. V současnosti se italští vodní psi cvičí stále pro vyhledávání lanýžů, ale také jako aktivní společníci. V ČR je sběr lanýžů pod pokutou zakázaný, takže se tu pro svůj účel nevyužívají.